# Văleni-Podgoria, Argeș
Văleni-Podgoria (în trecut, Văleni) este un sat în comuna Călinești din județul Argeș, Muntenia, România.